# Нижня Лукина Гора
Нижня Лу́кина Гора (рос. Нижняя Лукина Гора) — присілок у складі Кічменгсько-Городецького району Вологодської області, Росія. Входить до складу Городецького сільського поселення.

## Населення
Населення — 1 особа (2010; 12 у 2002).
Національний склад (станом на 2002 рік):
- росіяни — 100 %